# Liste der Kulturdenkmäler in Elbtal
Die folgende Liste enthält die in der Denkmaltopographie ausgewiesenen Kulturdenkmäler auf dem Gebiet  der Gemeinde Elbtal, Landkreis Limburg-Weilburg, Hessen.
Hinweis: Die Reihenfolge der Denkmäler in dieser Liste orientiert sich zunächst an Ortsteilen und anschließend der Anschrift, alternativ ist sie auch nach der Bezeichnung, der vom Landesamt für Denkmalpflege vergebenen Nummer oder der Bauzeit sortierbar.
Kulturdenkmäler werden fortlaufend im Denkmalverzeichnis des Landes Hessen durch das Landesamt für Denkmalpflege Hessen auf Basis des Hessischen Denkmalschutzgesetzes (HDSchG) geführt. Die Schutzwürdigkeit eines Kulturdenkmals hängt nicht von der Eintragung in das Denkmalverzeichnis des Landes Hessen oder der Veröffentlichung in der Denkmaltopographie ab.

## Kulturdenkmäler nach Ortsteilen

### Dorchheim
| Bild                                    | Bezeichnung                                        | Lage                                                                          | Beschreibung | Bauzeit                          | Objekt-Nr. |
| --------------------------------------- | -------------------------------------------------- | ----------------------------------------------------------------------------- | --- | -------------------------------- | ---------- |
| weitere Bilder                          | Fachwerkwohnhaus                                   | Borngasse 1 LageFlur: 17, Flurstück: 76/1                                     | Fachwerkwohnhaus aus der Zeit um 1700 mit freiliegender, dreizoniger Traufseite und stark dimensionierten Mannformen. Kulturdenkmal aus geschichtlichen und künstlerischen Gründen in der Nachbarschaft zur alten katholischen Pfarrkirche. | 1695 bis 1705                    | 51005 DDB  |
| weitere Bilder                          | Fachwerkwohnhaus einer Hofanlage                   | Brunnenstraße 1 LageFlur: 17, Flurstück: 126                                  | Fachwerkwohnhaus einer ehemaligen Hofanlage ursprünglich nur zweizonig mit im 19. Jahrhundert erfolgtem Ausbau. Erhalten ist eine gleichmäßige Fachwerkwand aus dem 18. Jahrhundert mit regulären Mann-Formen und genasten Zierstreben über der profilierten Schwelle. Kulturdenkmal aus geschichtlichen und künstlerischen Gründen. | 1725 bis 1775                    | 51006 DDB  |
| weitere Bilder                          | Fachwerkwohnhaus                                   | Dorfstraße 8 LageFlur: 17, Flurstück: 45                                      | Fachwerkwohnhaus traufständig zur Dorfstraße aus dem 18. Jahrhundert mit späterer Erweiterung an der Rückseite. Kulturdenkmal aus geschichtlichen und künstlerischen Gründen. | 1725 bis 1775                    | 51009 DDB  |
| weitere Bilder                          | Fachwerkwohnhaus                                   | Dorfstraße 16 (ehemals Nr. 23) LageFlur: 3, Flurstück: 49                     | Verbliebene Haushälfte die ehemals auch die Nr. 18 einschloss aus dem Erbauungsjahr 1672. Um das Jahr 1900 mit einem renaissancehaften, kostbar geschnitzten fränkischen Erker ausgestattet. Durch erhebliche Eingriffe und Umbauten verändert. Kulturdenkmal aus geschichtlichen und künstlerischen Gründen. | 1672                             | 51008 DDB  |
| Elbbach-Brücke                          | Elbbach-Brücke                                     | Elbbach (L 3046) LageFlur: 21, Flurstück: 52                                  | Straßenbrücke aus unterschiedlich bearbeiteten Bruchsteinquadern in der Form zweier flacher Segmentbögen auf einem Flusspfeiler über das breite Elbbachbett zwischen Dorchheim und Frickhofen. Die Brücke wurde um 1900 errichtet. Kulturdenkmal aus geschichtlichen Gründen. | 1895 bis 1905                    | 51016 DDB  |
| weitere Bilder                          | Alte katholische Pfarrkirche St. Nikolaus          | Im Kirchengarten o. Nr. LageFlur: 17, Flurstück: 113, 114                     | Ursprünglich ein romanischer Bau aus dem 12. Jahrhundert einer kleinen, zweischiffigen Basilika mit gleichbreitem Chor und einem nördlichen Seitenschiff. Anfang des 16. Jahrhunderts wurde das Seitenschiff abgebrochen und in die Südwand große Spitzbogenfenster mit bewegtem Maßwerk eingefügt. Zehn historische Grabsteine wurden als ein Teil der Kirchhofmauer verwendet und sind erhalten geblieben. Kulturdenkmal aus geschichtlichen und künstlerischen Gründen. | 1125 bis 1175                    | 51010 DDB  |
| Bild gesucht BW                         | Schaltstation                                      | In der Staater, (Landstraße 3046 nach Frickhofen) LageFlur: 21, Flurstück: 30 | Elektronische Schaltstation die im Zuge der Erweiterung der Stromversorgung im Sachlichkeits-Stil der 1920er Jahre errichtet wurde. Vorhandene Fensterreihe im Lamellen-Raster, Luftschlitze und Kabeleingänge und ein Walmdach charakterisieren den Kleinbau. Kulturdenkmal aus geschichtlichen und künstlerischen Gründen. | 1930/35                          | 51017 DDB  |
| weitere Bilder                          | Katholische Pfarrkirche St. Nikolaus und Pfarrhaus | Kirchstraße 3 LageFlur: 11, Flurstück: 48/2                                   | Neugotisches Kirchengebäude aus einem dreischiffigen Hallenbau mit Querschiff und Westturm das in den Jahren 1905/06 errichtet wurde. Vor der Pfarrkirche eine kleine Denkmalanlage der beiden Weltkriege. Zusammen mit dem Marienstätter Hof ein prägnantes Ensemble und Kulturdenkmal aus geschichtlichen, künstlerischen und städtebaulichen Gründen. | 1906                             | 51011 DDB  |
| Limburger Straße 3, ehemaliges Amtshaus | Ehemaliges Amtshaus                                | Limburger Straße 3 LageFlur: 17, Flurstück: 41/1                              | Amthaus des nassau-oranischen Amtes Ellar in den Jahren 1804/06 errichtet, das im Jahr 1816 ohne Nutzung durch das Amt aufgelöst wurde. Klassizistische Dreiflügelanlage mit zwei verschieden langen Seitenflügeln und Walmdächern. Kulturdenkmaleigenschaft nicht näher definiert. | 1804/06                          | 51012 DDB  |
| weitere Bilder                          | Ehemaliger Marienstätter Hof                       | Rathausstraße 1 LageFlur: 17, Flurstück: 25                                   | Das Kloster Marienstatt war seit dem 14. Jahrhundert in Dorchheim begütert und besaß einen größeren Filialhof, zu dem das stattliche Kellerei- und Herbergsgebäude gehörte. Ein zweistöckiger Rechteckbau aus der 1. Hälfte des 17. Jahrhunderts mit hohem, doppelbödigen Walmdach der im Jahr 1702 umgebaut wurde. Kulturdenkmal aus geschichtlichen, künstlerischen und städtebaulichen Gründen.                                                                         | Um 1650 (Ursprung), 1702 (Umbau) | 51013 DDB  |
| weitere Bilder                          | Hofreite                                           | Waldmannshäuser Straße 10/12 LageFlur: 17, Flurstück: 123/1, 123/2            | Wohnhaus und Scheune einer Hofreite die aus dem sogenannten Feldbrand um das Jahr 1900 errichtet wurden. Schlichter Bruchsteinsockel, Sandsteingewände mit knappen Friesen und einem breiten, noch biedermeierlich geformten Eingang. Kulturdenkmal aus geschichtlichen und künstlerischen Gründen. | 1895 bis 1905                    | 51015 DDB  |

### Elbgrund
| Bild                   | Bezeichnung                                   | Lage | Beschreibung | Bauzeit | Objekt-Nr. |
| ---------------------- | --------------------------------------------- | --- | --- | ------- | ---------- |
| weitere Bilder         | Fachwerkwohnhaus einer Hofreite               | Elbgrund (Mühlbach), Hohlstraße 3 LageFlur: 20, Flurstück: 57 | Traufständiges Fachwerkwohnhaus im Jahr 1729 errichtet mit symmetrischem Fachwerkbild, Doppelfenstern und Brüstungsschmuck. Rückseitige Erweiterung um das Jahr 1900. Einziges, noch erfassbares Beispiel eines barocken Sichtfachwerks am Ort. Kulturdenkmal aus geschichtlichen und künstlerischen Gründen. | 1729    | 51018 DDB  |
| Ehemalige Volksschule  | Ehemalige Volksschule                         | Elbgrund (Mühlbach), Mainzer Landstraße 20 LageFlur: 20, Flurstück: 48 | Kleine Landschule aus der Zeit des nassauischen Bildungsediktes von 1817. Erdgeschoss aus Bruchstein, im 1. Obergeschoss nachträglich verschiefertes Fachwerk, aufgeschobenes Satteldach mit Giebelgauben. Straßenmauer und die Platzkastanie sind im Ensemble inkludiert. Kulturdenkmal aus geschichtlichen und künstlerischen Gründen. | 1817    | 51019 DDB  |
| Hofgut Waldmannshausen | Hofgut Waldmannshausen                        | Elbgrund (Waldmannshausen), Frickhofener Straße 37 LageFlur: 28, Flurstück: 27 | Putzbau einer im Jahr 1790 durch C. H. Erath errichteten Dreiflügelanlage mit derben Sandsteingewänden und einem Gesimsband. In den Seitenflügel waren Wohntrakte, wobei im nördlichen Trakt das Verwalterhaus untergebracht wurde. Der südliche Trakt durch Brandschaden und Abbruch verändert. Wirtschaftsgebäude erhalten aus langgezogenem Stall- und Scheunenflügel. Kulturdenkmal aus geschichtlichen und künstlerischen Gründen. | 1790    | 51022 DDB  |
| weitere Bilder         | Ehemalige Burg und Herrensitz Waldmannshausen | Elbgrund (Waldmannshausen), Frickhofener Straße 39, Niederfeld Thalberg, Mühlwies, Mühlgraben, Im Garten, Frickhofender Straße, Alte Burg LageFlur: 28, 29, Flurstück: 18, 19, 20, 21, 23, 25, 29, 30, 33, 34, 11, 38, 39, 40 | Die „neue Burg“ wurde als dreigeschossiger, spätgotischer Steinbau mit steilem Satteldach im Jahr 1486 errichtet. Zwei Rundtürme mit Kegeldächern und in der Mitte der vorderen Längsfront ein Treppenturm mit Umbauten sowie Einbauten um das Jahr 1900 und danach. Das sogenannte „Wirtschaftsgebäude“ wurde um das Jahr 1800 als moderne, palaisartige Architektur errichtet. Es besteht aus zwei niedrigeren Seitenflügeln und einem hohen, durch Pilaster, Triglyphenfries und Dreieckgiebel gegliedertem Mittelteil mit einer überlieferten Nutzung als Fruchtspeicher und Marstall. Ein Brunnenbecken aus Sandstein vom Ende des 18. Jahrhunderts befindet sich im Innenhof. Daneben besteht die „ehemalige Wasserburg“ (Alte Burg) als Burgruine mit einer kreisförmigen Wall- und Grabensituation. Erhalten geblieben ist ein längerer Mauerzug mit den Stümpfen zweier Rundtürme. Kulturdenkmal aus geschichtlichen Gründen. | 1486    | 51021 DDB  |
| Bild gesucht BW        | Gesamtanlage                                  | Elbgrund (Waldmannshausen), Gesamtanlage Ehemaliger Lehenshof Waldmannshausen Lage | Die Gesamtanlage im Sinne eines englischen Landschaftsparkes (um 1800) umfasst neben dem Gutshof und dem Herrensitz die historischen Freiflächen und Wasserläufe beidseits der Straße. Die Westgrenze bildet der noch ungefasste Elbbachlauf, begleitet vom Mühlgraben mit Turbinenhäuschen (1920). Im Bereich der neuen Fußgängerbrücke sind weiter die älteren Stützmauern der hohlwegartigen Straße beachtenswert. Kulturdenkmal aus geschichtlichen und künstlerischen Gründen. | 1486    | 51020 DDB  |

### Hangenmeilingen
| Bild                            | Bezeichnung      | Lage                                                         | Beschreibung | Bauzeit                                   | Objekt-Nr. |
| ------------------------------- | ---------------- | ------------------------------------------------------------ | --- | ----------------------------------------- | ---------- |
| Aufm Steinchen, Bildstock       | Bildstock        | Aufm Steinchen o. Nr. (K 482) LageFlur: 23, Flurstück: 2     | Bildstock am nördlichen Ortseingang. Verputzter Bruchstein mit Pyramidendach aus dem 19. Jahrhundert. Kulturdenkmal aus geschichtlichen Gründen. | 1825 bis 1875                             | 51023 DDB  |
| Verputztes Fachwerkwohnhaus     | Fachwerkwohnhaus | Hauptstraße 14 LageFlur: 15, Flurstück: 56                   | Verputztes Fachwerkwohnhaus das im Jahr 1935 neu gefasst wurde. Massives Erdgeschoss, die Obergeschoße wurden in Putzfachwerk und einem zeittypischen Krüppelwalmdach ausgeführt. Kulturdenkmal aus geschichtlichen und städtebaulichen Gründen. | Vor 1850                                  | 51025 DDB  |
| Fachwerkwohnhaus                | Fachwerkwohnhaus | Hauptstraße 20 (ehemals Nr. 9) LageFlur: 15, Flurstück: 47/5 | Fachwerkwohnhaus mit zwei fränkischen Erkern aus dem Jahr 1761. Fachwerk mit bäuerlichem Schnitzwerk und Haustür mit korinthischen Holzsäulen. Neben Masken, Säulchen und Girlanden auch Bandelwerk und Rocaille erkennbar, teilweise verputzt oder erneuert. Die Türtafel gibt an, dass der Bauherr ein „Fendrich“ (Fähnrich) war und in einer Brüstungstafel wurde er mit Ehefrau nebst Hellebarde und Fahne dargestellt. Kulturdenkmal aus geschichtlichen und künstlerischen Gründen. | 1761                                      | 51026 DDB  |
| Im Bornfeld, Bildstock          | Bildstock        | Im Bornfeld o. Nr. (K 481) LageFlur: 28, Flurstück: 27       | Bildstock am südlichen Ortseingang vom Anfang des 20. Jahrhunderts mit aufgeputzter Rahmung und Zeltdach. Die Kammer enthält noch die originale Marienfigur. Kulturdenkmal aus geschichtlichen Gründen. | Anfang 20. Jahrhundert                    | 51024 DDB  |
| Oberstraße 22, Fachwerkwohnhaus | Fachwerkwohnhaus | Oberstraße 22 LageFlur: 14, Flurstück: 42                    | Im Ursprung zweizoniges Fachwerkwohnhaus das auf der rechten Eingangsseite um eine Achse erweitert wurde. Auf drei Seiten verkleidetes Fachwerk. Auf der Giebelseite sichtbares Fachwerk mit einem gleichmäßigen, gut gefügten Aufbau und einem in spätbarocker Manier geschnitzten Eckständer. Kulturdenkmal aus geschichtlichen und künstlerischen Gründen. | 18. Jahrhundert (spätbarocke Architektur) | 51027 DDB  |

### Heuchelheim
| Bild                       | Bezeichnung                              | Lage | Beschreibung | Bauzeit         | Objekt-Nr. |
| -------------------------- | ---------------------------------------- | --- | --- | --------------- | ---------- |
| Elbbachbrücke, Heuchelheim | Elbbach-Brücke                           | Elbbach (Gew. II) (Zum Schulwald) LageFlur: 3, Flurstück: 27                                                | Brücke als Verbindung zum Dorfkern mit drei Segmentbögen und mit kleinteiligem, sorgfältig versetztem Basaltbruch verkleidet. Die Brecher an der Bergseite wurden durch Quader verstärkt. Kulturdenkmal aus geschichtlichen und künstlerischen Gründen. | 1895 bis 1905   | 51030 DDB  |
| Waldkapelle                | Waldkapelle                              | Elbmühle (Hof Elbmühle) LageFlur: 3, Flurstück: 3/4                                                         | Um das Jahr 1905 errichtete Kleinkapelle. Fünfseitig geschlossener Bruchsteinbau mit Rundbogenöffnungen und einem Glockentürmchen auf dem Satteldach. Kulturdenkmal aus geschichtlichen Gründen. | Um 1905         | 51014 DDB  |
| Heuchelheimer Mühle        | Heuchelheimer Mühle, Mühlgraben und Wehr | Heuchelheimer Mühle, Elbbach (Gew. II), Auf dem Wograin LageFlur: 2, 3, Flurstück: 28/2, 29, 30, 33, 24, 27 | Mühle am Knie des Elbbachs am südwestlichen Ortsrand mit einem Wehrgraben und einer Brücke zum Dorfkern. Das Hauptgebäude um das Jahr 1700 mit Resten eines drei- bzw. zweiteiligen Erkers mit Feuerböcken in der Brüstung, säulenhaft geschnitztem Eckständer und Verzierungen an der Schwelle errichtet. Rechtsseitige Erweiterung mit erneuerter Jahreszahl 1786. Kulturdenkmal aus geschichtlichen und künstlerischen Gründen. | 1695 bis 1705   | 51031 DDB  |
| Katholische Kapelle        | Katholische Kapelle                      | Kapellenstraße 8 LageFlur: 6, Flurstück: 70/1                                                               | Kleiner Saalbau mit einer halbrunden Apsis, einem Reitertürmchen und rustikalem Mauerwerk aus feldsteinartigem Basalttuff. Die im neuromanischen Architekturstil errichtete Kapelle wurde im Jahr 1958 erbaut. Sie ist Kulturdenkmal aus geschichtlichen und künstlerischen Gründen. | 1958            | 51028 DDB  |
| Bild gesucht BW            | Hakenhofreite                            | Zum Schulwald 1 LageFlur: 1, Flurstück: 74                                                                  | Fachwerkwohnhaus einer Hakenhofreite das eine vollständig verkleidete Fassade mit ungestörter Fensterung aufwies. Kulturdenkmal aus städtebaulichen und künstlerischen Gründen. | 19. Jahrhundert | 51029 DDB  |